# Mesida
Genre
Mesida est un genre d'araignées aranéomorphes de la famille des Tetragnathidae.

## Distribution
Les espèces de ce genre se rencontrent en Asie du Sud-Est, en Océanie, en Asie de l'Est, à Maurice et aux Seychelles.

## Liste des espèces
Selon World Spider Catalog (version 18.5, 23/11/2017) :
- Mesida argentiopunctata (Rainbow, 1916)
- Mesida culta (O. Pickard-Cambridge, 1869)
- Mesida gemmea (Hasselt, 1882)
- Mesida grayi Chrysanthus, 1975
- Mesida humilis Kulczyński, 1911
- Mesida matinika Barrion & Litsinger, 1995
- Mesida mindiptanensis Chrysanthus, 1975
- Mesida pumila (Thorell, 1877)
- Mesida realensis Barrion & Litsinger, 1995
- Mesida thorelli (Blackwall, 1877)
- Mesida wilsoni Chrysanthus, 1975
- Mesida yangbi Zhu, Song & Zhang, 2003
- Mesida yini Zhu, Song & Zhang, 2003

## Publication originale
- Kulczyński, 1911 : Spinnen aus Nord-Neu-Guinea. Nova Guinea. Résultats de l'expédition Scientifique néerlandaise a la Nouvelle-Guinée en 1903 sous les auspices d'Arthur Wichmann. Leiden, Zool., vol. 3, no 4, p. 423-518 (texte intégral).